# کورن داگ

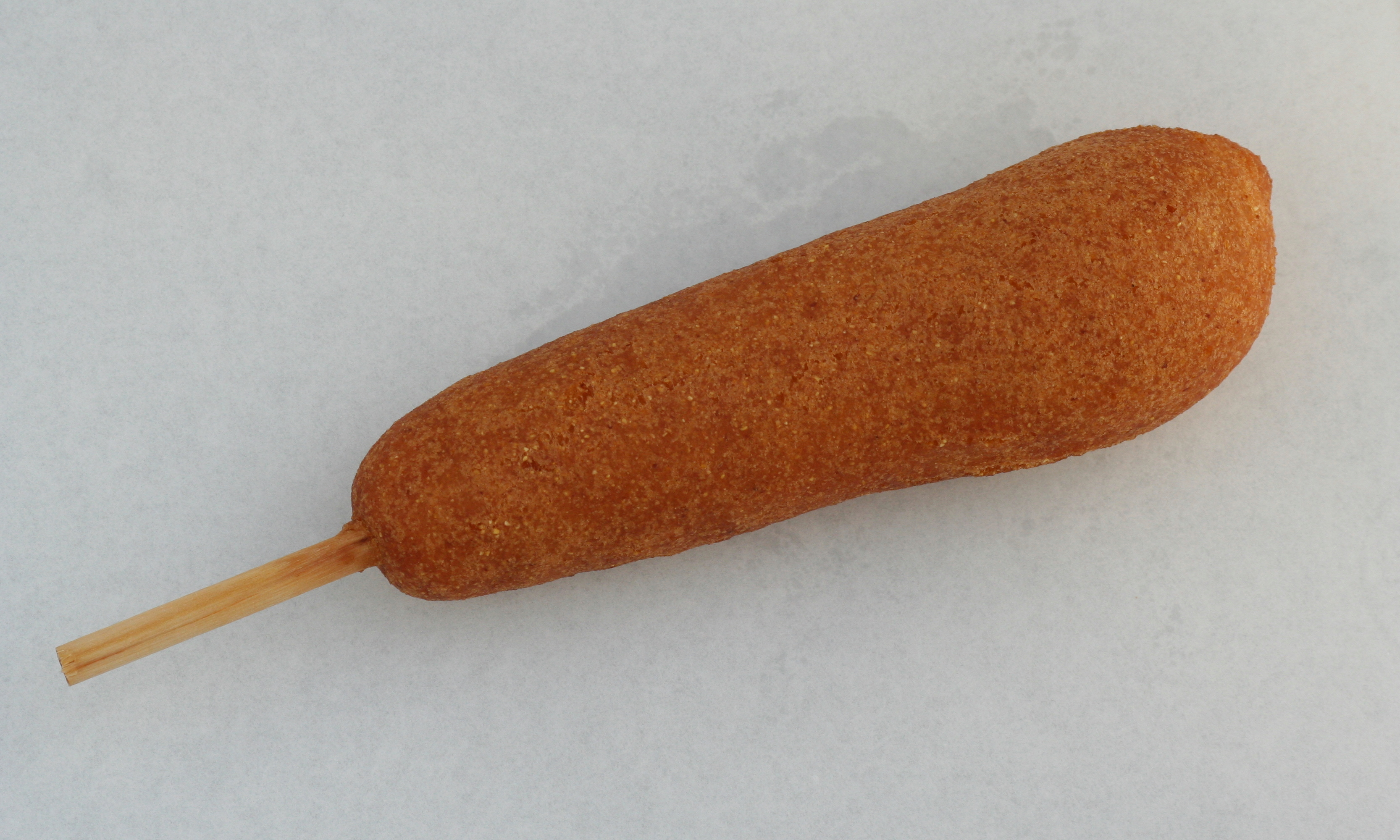
نمایی از یک کورن داگ

کورن داگ (به انگلیسی: corn dog) سوسیس هات‌داگی است که آن را با لایهٔ ضخیمی از خمیر تهیه‌شده از آرد ذرت پوشانده و در روغن فراوان سرخ می‌کنند. تقریباً تمامی کورن داگ‌ها بر سر چوب سرو می‌شوند گرچه برخی انواع اولیهٔ آنها بدون چوب عرضه می‌شده‌اند.

## تاریخچه
گرچه اختلاف نظرهایی دربارهٔ منشأ دقیق کورن داگ وجود دارد اما حضور این خوردنی در ایالات متحده آمریکا به دههٔ ۱۹۲۰ باز می‌گردد و در دههٔ ۱۹۴۰ به یکی از خوراکی‌های محبوب در سراسر آن کشور بدل شد.
کورن داگ معمولاً به‌عنوان فست فود یا یکی از خوراکی‌هایی که در کنار خیابان فروخته می‌شود عرضه می‌شود. برخی دست فروشان یا رستوران‌ها کورن داگ‌های خود را درست پس از سفارش مشتری سرخ کرده و به او تحویل می‌دهند. این محصول همچنین به‌صورت منجمد در تقریباً تمامی سوپرمارکت‌های آمریکای شمالی فروخته می‌شود.
کورن داگ را می‌توان به‌صورت ساده یا همراه با چاشنی‌های گوناگونی همچون سس کچاپ، خردل (چاشنی) و مایونز میل نمود.

## انواع
- کورن داگ‌های مخصوص گیاه‌خواران و ناگت‌های کورن داگ توسط شرکت‌هایی که سوسیس‌های مخصوص گیاه‌خواران را تولید می‌کنند نیز به‌عنوان کی دیگر از خوردنی‌های بدون گوشت تهیه می‌شود.
- نوع دیگری از کورن داگ مخصوص صبحانه است که از ترکیب سوسیس مخصوص صبحانه و خمیر پن‌کیک درست می‌شود.

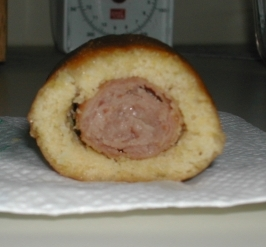
برشی از یک کورن داگ

- در آرژانتین به کورن داگ پانچوکرس می‌گویند و اغلب در نزدیکی ایستگاه‌های قطار فروخته می‌شوند. پانچوکرس ممکن است محتوی پنیر نیز باشد و آن را با انواع مختلفی از سس‌ها میل می‌کنند.
- در استرالیا به سوسیس هات‌داگی که بر سر چوب کرده و پس از خمیرمانند کردن آن را در روغن فرو می‌کنند، با توجه به منطقهٔ عرضهٔ آن داگوود داگ، پلوتو پاپ یا دیپی داگ می‌گویند. همچنین این خمیر ممکن است از آرد گندم یا آرد ذرت تهیه شده باشد.
- در نیوزیلند و کره جنوبی به سوسیس خمیرمانندی که بر سر چوب قرار دارد «هات‌داگ» گفته می‌شود و در مقابل، ساندویچ‌های سوسیس فرانکفورتر را «هات‌داگ آمریکایی» می‌نامند.
- در ژاپن نوعی خوردنی که به کورن داگ شباهت دارد را می‌توان در بسیاری از سوپرمارکت‌ها تهیه کرد. این محصول به علت خاستگاه آمریکایی آن به «آمریکن داگ» معروف است. با این حال این آمریکن داگ‌ها درون خمیری از آرد گندم قرار دارند و در تهیهٔ آنها به‌هیچ‌روی از آرد ذرت استفاده نشده است.
- در کانادا کورن داگ را بر اساس یک نام تجاری معروف به نام پوگو استیک یا پوگوس می‌شناسد.
- نوع دیگری از کورن داگ وجود دارد که فاصلهٔ بین سوسیس و خمیر اطراف آن را پنیر آب‌شده پرکرده است یا اینکه از سوسیس هات‌داگ پنیری به جای هات‌داگ معمولی استفاده شده است.
- هات‌داگ‌های معمولی را نیز می‌توان با لایه‌ای از سیب‌زمینی و تخم مرغ پوشانده، سرخ کرده و همچون کورن داگ بر سر چوبی ارائه نمود.
- انواع کوچکتری از کورن داگ نیز وجود دارد که «کورن پاپی»، «مینی کورن داگ» یا «ناگت کورن داگ» نامیده می‌شود و در رستوران‌ها و فست فود فروشی‌ها معمولاً در منوی مخصوص کودکان ارائه می‌شود. این کورن داگ‌ها در مقایسه با انواع بزرگتر خود به‌طور معمول بدون چوب و به‌صورت فینگر فود یا غذای انگشتی سرو می‌شود.